# Barranc de l'Obaga (Castissent)
El Barranc de l'Obaga, és un dels barrancs del territori de Castissent, dins de l'antic terme de Fígols de Tremp, actualment inclòs en el terme municipal de Tremp, al Pallars Jussà. Tanmateix, el tram final del barranc és dins del terme municipal de Sant Esteve de la Sarga.